# Malakichthys levis
Malakichthys levis és una espècie de peix pertanyent a la família dels acropomàtids.

## Descripció
- Pot arribar a fer 15,9 cm de llargària màxima.
- 3 espines i 8 radis tous a l'aleta anal i 14 radis a la pectoral.
- 49-53 escates a la línia lateral.
- 5-7 fileres d'escates transversals sobre la línia lateral.
- No té cap parell d'espines a la barbeta.[5][6]

## Hàbitat
És un peix marí, batipelàgic i de clima tropical que viu entre 143 i 256 m de fondària i entre les latituds 11°S-21°S i 116°E-126°E.

## Distribució geogràfica
Es troba a l'Índic oriental: el nord d'Austràlia (des d'Austràlia Occidental fins al Territori del Nord).

## Observacions
És inofensiu per als humans.